# Mordellistena ferruginipes
Mordellistena ferruginipes is een keversoort uit de familie spartelkevers (Mordellidae). De wetenschappelijke naam van de soort is voor het eerst geldig gepubliceerd in 1966 door Ermisch.
De soort is alleen waargenomen in Nederland.